# M16/43 サハリアノ
カルロ・アルマート・チェーレレ・サーリアノ（carro armato celere sahariano、イタリア語で「サハラ型快速戦車」の意）とは、第二次世界大戦中にイタリアで試作された中戦車である。

## 概要
「celere（チェーレレ）」は「快速」という意味で、名称の「sahariano（サーリアノ）」は「サハラ砂漠」の形容詞であり、北アフリカ戦線用に開発されたことに由来する。以下、日本での慣用表記の「サハリアノ」と表記する。
高速・低姿勢が特徴で、大型転輪とトーションバー式サスペンションと傾斜装甲を採用した、先進的な設計（ただし鋲接構造）であった。これは当時、イタリア軍兵力がリビア砂漠の戦線で遭遇したイギリス製巡航戦車の速度と火力に比肩するものであった。
1942年7月、次期主力中戦車はM15/42に決定、試作車1輌のみで、「サハリアノ」の開発は中止された。1943年5月、枢軸国軍の北アフリカからの撤退に続いて計画は放棄された。
もし就役した場合、この戦車の呼称はおそらくM16/43となった。「M」は「中型」、「16」は車重をメートルトンで表記したものであり、「43」は導入の予定年である。

## 開発
1941年初期、イタリア陸軍はフィアットとアンサルドの2社に低姿勢かつ重量15tから16tの戦車を開発するよう要求した。これはより高速で重武装が施された、例としてはクルセーダー巡航戦車のような、A-13系列の戦車に対抗するためだった。
1941年6月、フィアットとアンサルドは新型戦車の計画を開始し、M14/41中戦車の車体上に木製のモックアップを作り上げた。傾斜した車体前面を作り出すよう、この戦車の装甲板は配置されていた。当時の他のイタリア戦車と同様、溶接よりも鋲接で装甲板どうしを合わせ、他国の戦車の通常よりも装甲厚が薄かった。
「サハリアノ」戦車の開発が停止する以前には、多種類の異なるエンジンが車体に搭載されて試験され、この中には航空機用のガソリンエンジンも含まれていた。同時期、試験中だった275馬力のガソリンエンジンがキャンセルされた。
M14/41用の砲塔が延長され、47mm砲である47/40 L40を搭載したものがサハリアノ戦車の上で試験を受けた。またこれはM15/42中戦車用としても使われた。後には、「サハリアノ」戦車の量産モデルの砲塔に75mm砲を搭載しようとする計画が存在した。
アンサルドは北アフリカで遭遇したイギリス製戦車や、スペイン内戦で鹵獲されたソ連戦車BT-5に使われていたクリスティー式サスペンションの、コイルスプリングをトーションバースプリングに変更し「サハリアノ」を開発した。それは従来のイタリア戦車の設計に使われたリーフスプリングとボギーサスペンションよりも強靱で、もっと速度の出る懸架機構だった。
計画がキャンセルされた時点で、この戦車の設計はイギリス製の相応するものと酷似していた。特に低姿勢な設計はこの戦車の隠蔽を容易にし、命中弾を与え難いものにしていた。
いくつかの要因が本計画の放棄の原因となった。カルロ・アルマートP40重戦車を並行して開発していたこと、すでに弱体化していたイタリアの工業基盤で新型戦車モデルを導入する重い負担、チェコスロバキア製のT-21中戦車のような外国製戦車をライセンス生産するという可能性が挙げられた。そして最も決定的だったのは、イタリアの保有していたリビア植民地の喪失に伴い、高速戦車の必要性が無くなった、と考えられたためだった。

## 登場作品
『War Thunder』
イタリアのプレミアム車両、中戦車Celere Sahariano(車体上部に15mmの追加装甲が施され50mmになっている。)として登場。